# Tatra T2R

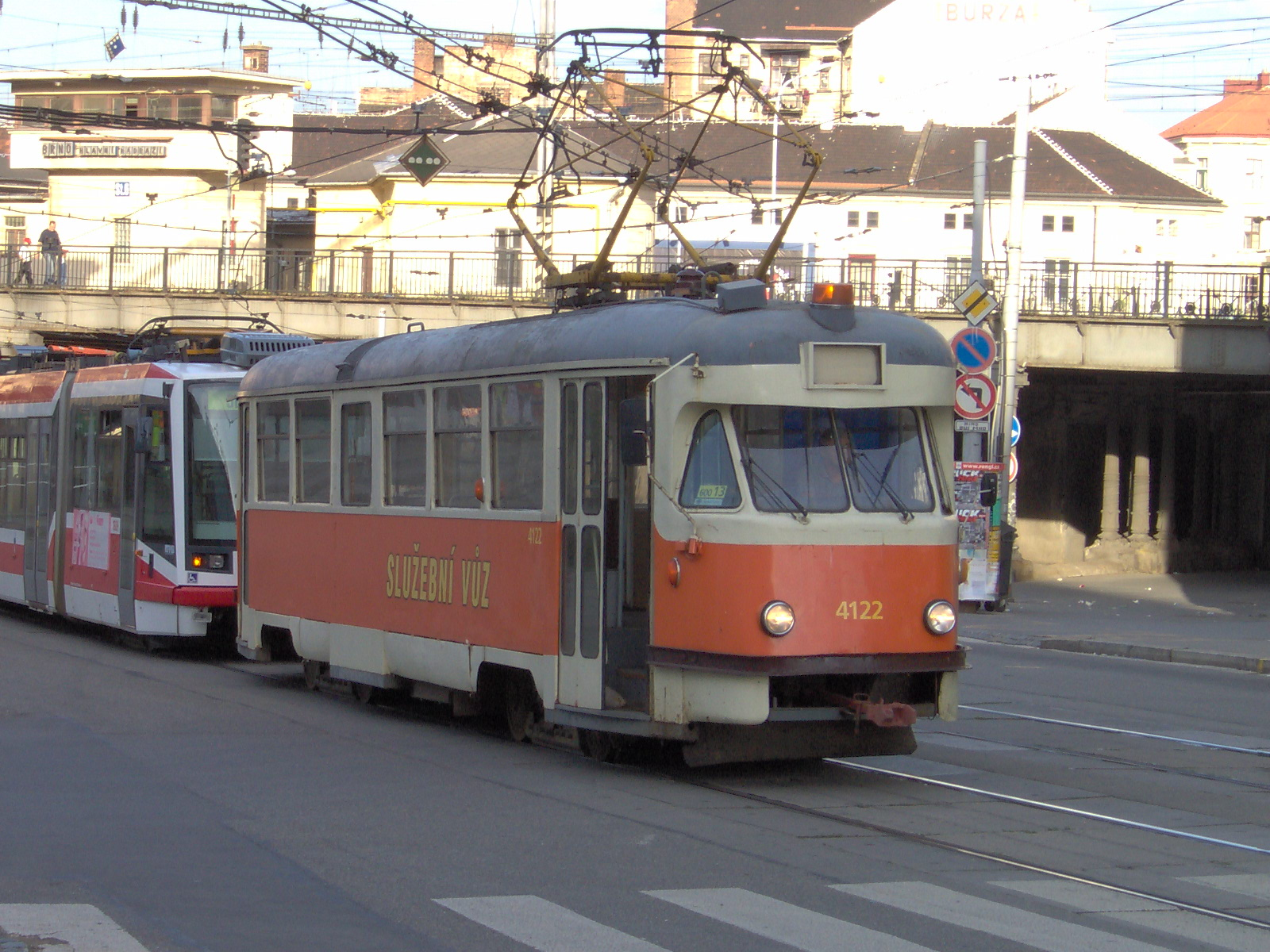
Brněnský služební vůz T2R

Tatra T2R je tramvaj, která vznikla rekonstrukcí československé tramvaje typu Tatra T2.

## Historie
Jedním z důvodů rekonstrukce vozů T2 byl nedostatek nových vozidel, dalším pak alespoň částečná unifikace s typem Tatra T3. Modernizace probíhaly v 70. a 80. letech minulého století, dopravní podniky (DP) si tramvaje rekonstruovaly ve svých dílnách (případně je odesílaly do jiných DP). Takto upravené vozy se udržely v provozu až do konce 90. let.
V letech 1995 a 1996 odkoupil Liberec z důvodu nedostatku tramvají osm vozů z Ostravy. Většina z nich byla po roce 2000 vyřazena. Poslední souprava ev. č. 18+19 prošla v letech 2001 až 2006 celkovou opravou a modernizací (dosazen např. informační systém pro cestující) a nadále byla nasazována do běžného provozu. Tyto dvě tramvaje tak byly vůbec posledními vozy Tatra T2 (respektive T2R) na světě, které pravidelně jezdily. K jejich slavnostnímu odstavení z provozu došlo 17. listopadu 2018. Obě tramvaje zakoupil Dopravní podnik hl. m. Prahy, který je nechal v roce 2019 zrenovovat s tím, že mají být provozovány na „retrolince“ 23.

## Modernizace
Nejpodstatnější změnou byla výměna elektrické výzbroje za typ TR37, používaný u vozů T3. Rekonstrukcí ale prošla také vozová skříň: přední otvor pro transparent byl ve většině případů zaplechován, místo jednoho předního světlometu byly dosazeny dva, vozům byly v bočních plentách provedeny výřezy pro snadnější přístup k podvozkům.

## Provoz
| Současný stát | Město   | Článek | Typ | Roky modernizací | Počet vozů | Poznámky | Zdroj |
| ------------- | ------- | ------ | --- | ---------------- | ---------- | -------- | ----- |
| Česko         | Brno    | článek | T2R | 1976–1983        | 80         |          | [ 2 ] |
| Česko         | Ostrava | článek | T2R | 1985–1986        | 12         |          | [ 3 ] |

## Historické vozy
| Původní provoz | Evidenční číslo | Současný majitel | Typ | Rok výroby       | Historický od roku | Poznámky                                                             | Zdroj             |
| -------------- | --------------- | ---------------- | --- | ---------------- | ------------------ | -------------------------------------------------------------------- | ----------------- |
| Ostrava        | 17              | DPMLJ            | T2R | 1961 (reko 1986) | 2012               | vůz pronajat Boveraclubu, v Ostravě ev. č. 640, v Liberci ev. č. 213 | [ 3 ] [ 4 ]       |
| Ostrava        | 133             | PMDP             | T2R | 1958 (reko 1985) | 2007               | upraven do podoby T2, v Ostravě ev. č. 612, v Liberci ev. č. 23      | [ 3 ] [ 5 ]       |
| Ostrava        | 6003            | DPP              | T2R | 1958 (reko 1985) | 2018               | upraven do podoby T2, v Ostravě ev. č. 613, v Liberci ev. č. 26 a 18 | [ 3 ] [ 6 ] [ 7 ] |
| Ostrava        | 6004            | DPP              | T2R | 1962 (reko 1985) | 2018               | v Ostravě ev. č. 694, v Liberci ev. č. 27 a 19                       | [ 3 ] [ 7 ] [ 8 ] |
| Ústí nad Labem | 152             | DPmML            | T2R | 1960 (reko 1985) | 2023               | v Ostravě ev. č. 594, v Liberci ev. č. 21                            | [ 9 ]             |